# Дическулове
Дическулове — колишнє село в Україні, підпорядковувалося Комишуватській сільській раді Новоукраїнського району Кіровоградської області. Зняте з обліку 14 травня 2009 року.

## Населення
Згідно з переписом УРСР 1989 року чисельність наявного населення села становила 46 осіб, з яких 19 чоловіків та 27 жінок.
За переписом населення України 2001 року в селі мешкали 2 особи. 100 % населення вказало своєю рідною мовою українську мову.

## Персоналії
У селі народилися український письменник Логвиненко Віталій Андрійович та депутат Верховної Ради УРСР 11-го скликання Зінченко Галина Миколаївна.